# Gönc (distrikt)
Gönc är ett distrikt i Ungern. Det ligger i provinsen Borsod-Abaúj-Zemplén, i den nordöstra delen av landet, 190 km nordost om huvudstaden Budapest.